# Cole Ranch AVA
Cole Ranch AVA (anerkannt seit dem 15. April 1983) ist ein Weinbaugebiet im US-Bundesstaat Kalifornien. Das Gebiet erstreckt sich über das Verwaltungsgebiet von Mendocino County. Cole Ranch ist eine Subzone von insgesamt drei übergeordneten AVA’s: Mendocino AVA, Mendocino County sowie die North Coast AVA.
Mit kaum 45 Hektar Größe handelt es sich um die kleinste geschützte Herkunftsbezeichnung der Vereinigten Staaten. Die American Viticultural Area befindet sich zwischen dem Russian River und dem Anderson Valley. Die gesamte bestockte Rebfläche gehört einem einzigen Weingut, der Esterlina Winery, das einen Anteil seiner Traubenernte an andere Güter veräußert. Cabernet Sauvignon, Merlot und Riesling sind die wichtigsten Rebsorten der Region.